# NGC 1604
NGC 1604 ist eine linsenförmige Galaxie vom Hubble-Typ S0 im Sternbild Eridanus am Südsternhimmel, die schätzungsweise 196 Millionen Lichtjahre von der Milchstraße entfernt ist.
Im selben Himmelsareal befinden sich u. a. die Galaxien NGC 1600, NGC 1601, NGC 1603, NGC 1606.
Das Objekt wurde am 22. Dezember 1886 von Lewis Swift entdeckt.